# Cryptostroma corticale
Cryptostroma corticale — вид аскомікотових грибів, що належить до монотипового роду Cryptostroma. Паразит кленів, викликає чорну цвіль кори клена. Спори цього гриба викликають так звану «хворобу збиральників кори клена», або криптостромоз («Кленовий алергійний альвеоліт»).

## Ареал
Походить з Північної Америки. Рідкісний у Європі в XX столітті вид, що на початку XXI століття швидко поширюється країнами Європи. Виявлений у Великій Британії, Франції, Німеччині, Нідерландах та Швейцарії.

## Цвіль кори клена
Хвороба, викликана Cryptostroma corticale, викликає серцевинну гниль, яка на пізньому етапі виявляється відслоненням і відлущуванням кори та появою чорної цвілі зі спорами. На зрізах деревини проявляється у вигляді жовтуватобрунатних плям гнилі з зеленуватими краями. Окрім кленів може уражати різні види лип та берез.

## Криптостромоз
Згідно з 10 виданням міжнародного класифікатора хвороб виділяють код J67.6, де записані «легеня збиральника кори клена», «альвеоліт, спричинений Cryptostroma corticale» та криптостромоз як синоніми. Ця хвороба класифікується як опортуністична інфекція, алергічний екзогенний альвеоліт та мікоз. Вперше описана 1932 року в працівників деревообробних підприємств, які працюють з корою та деревиною клена.